# Periclimenaeus perlatus
Periclimenaeus perlatus är en kräftdjursart som först beskrevs av David R. Boone 1930.  Periclimenaeus perlatus ingår i släktet Periclimenaeus och familjen Palaemonidae. Inga underarter finns listade i Catalogue of Life.